# Myxomphalia agloea
Myxomphalia agloea är en svampart som först beskrevs av Singer & Passauer, och fick sitt nu gällande namn av Vladimír Antonín 1999. Myxomphalia agloea ingår i släktet Myxomphalia och familjen Tricholomataceae.   Inga underarter finns listade i Catalogue of Life.